# Oroszcsűr
Oroszcsűr, (románul Rusciori; németül Reußdörfchen) falu Romániában, Szeben megyében.

## Fekvése
A megyeszékhely Nagyszebentől alig 10 km-re fekszik. Bármely úton megközelíthető, amely a DN1-es útról Vízakna felé halad.

## Története
A falut első ízben 1380-ban villa Ruthenica néven említik. A falut eredetileg bolgár  bogumilok alapították 1200 körül. A bolgár lakosság később asszimilálódott, de a 19. században még mindig ki lehetett mutatni a szláv nyelv nyomait.
1657-ben II. Rákóczi György csapatai kifosztották a falut. 1793-ban a falu minden épülete leégett a templom és a lelkészlak kivételével. 1945-ben 54 lakost a Szovjetunióba vittek kényszermunkára. 1992-ben a falunak 302 román, 207 roma és 59 szász lakosa volt.

## Látnivalók
- Evangélikus templom

## Híres emberek
- Itt született Martin Samuel Möckesch evangélikus lelkész, író, műfordító (1813-1890).

## Fordítás
Ez a szócikk részben vagy egészben  a   Rusciori című német Wikipédia-szócikk ezen változatának fordításán alapul.  Az eredeti cikk szerkesztőit annak laptörténete sorolja fel. Ez a jelzés csupán a megfogalmazás eredetét és a szerzői jogokat jelzi, nem szolgál a cikkben szereplő információk forrásmegjelöléseként.